# استفان والدوبرف
اِستِفان والدوبرِف (بلغاری: Стефан Вълдобрев؛ زادهٔ ۲۰ مهٔ ۱۹۷۰) هنرپیشه، خواننده، کارگردان تئاتر و سینما و آهنگ‌ساز اهل کشور بلغارستان است. وی از سال ۱۹۹۱ میلادی تاکنون مشغول فعالیت بوده‌است.

## قسمتی از فیلمشناسی (به عنوان بازیگر)
- برخورد- ۲۰۰۳
- دوباره مرا بکش- ۲۰۱۰
- رودخانهٔ شیشه‌ای- ۲۰۱۰

## قسمتی از فیلمشناسی (به عنوان کارگردان)
- کروموزوم‌ها (موزیک ویدئو)- ۲۰۰۲
- هانا (فیلم کوتاه)- ۲۰۰۶
- مخفی (فیلم کوتاه)-۲۰۰۷
- رفیق من منچستر یونایتد (مستند)-۲۰۱۱
- هلی کوپتر (موزیک ویدئو)-۲۰۱۲

## اسامی تعدادی از آلبوم‌های ترانه
- عاشقتم، عزیزم- ۱۹۹۴
- یک شب در تئاتر- ۱۹۹۵
- انقلاب- ۱۹۹۶
- به... - ۱۹۹۸
- خانهٔ سگ- ۲۰۰۰
- اثر تئاتری- ۲۰۰۳
- اثر تئاتری۲–۲۰۰۶